# Сефарадски евреи
Сефарадските евреи са етническа група евреи, чийто етногенезис и начало като отделна еврейска общност се позиционира на Иберийския полуостров около II век. Прието е с този термин да се наричат живелите на Иберийския полуостров евреи и техните потомци. След като с декрета от Гранада през 1492 г. евреите са прогонени от Испания и тъй като Османската империя предлага защита за сефарадските евреи, много от тях мигрират в Македония, основно в Солун, понякога спирайки в Португалия и Италия. Според някои историци предлаганата защита за евреите е демографски стратегически ход на Османската империя, за да привлече сефарадските евреи и така да се промени демографската картина на града.
Онези от сефарадите, които приемат християнството по времето на Реконкистата, за да запазят имуществото си, общественото си положение или някакви привилегии стават, известни като марани. Под страх от аутодафе след инквизиционен процес те нямат правото да се конвертират обратно, т.е. да се връщат към старата си религия – юдаизма.
Макар и прогонени от Испания сефарадите запазват своя испанско-еврейски говор, известен като ладински. Мнозина от тях запазват и собствените си имена, които имат в Испания и Португалия. Често обичаите и традициите на сефарадите се различават от тези на другите евреи – особено на ашкеназите. Двете еврейски общности трудно комуникират през вековете и дори остават до голяма степен чужди помежду си. Сефарадите, приети сравнително добре в рамките на Османската империя, попадат в един свят, доминиран предимно от исляма. Изолацията от Европа на този свят се отразява и на развитието на сефарадските общности.
Появата на модерния ционизъм не засилва автоматично интереса към сефарадите. Докато европейските евреи разбират ционизма като политическо движение, то сефарадите го разглеждат като творение на Провидението. Водени от идеализма си, хиляди сефаради напускат близкоизточните си родини и пристигат в Израел. Тук обаче те често са третирани като евреи „втора категория“, зле заплатени, те обитават крайни и непрестижни квартали.

## Обреди
Сефарадската литургия е по-проста и по-изящна от тази на ашкеназките евреи. Множество литургични стихотворения в молитвени книги и мачзори са премахнати от сефарадите за събота и обикновени празници, а за Нова година, Йом Кипур и постите те са намалени, някои от произведенията на най-големите еврейски религиозни поети се използват в домашното богослужение. Лурианската кабала е повлияла на сефарадската литургия, но точно онези молитви, които хасидите наричат „луриански“ или „сефарадски“ не са известни на сефарадския ритуал. Някои литургични пасажи са рецитирани по време на публично богослужение на ладино. На този език са съставени проповеди, които се произнасят не толкова често в синагогите, колкото в семейството за радостни или тъжни събития. При погребенията се спазват специални церемонии. Много все още носи отпечатъка на древното библейско и талмудическо време. Песните на сефарадските синагоги са напълно различни от тези на ашкеназите – няма нито една обща песен. Сефарадското пеене е от ориенталски характер, монотонно, вискозно. Има някои много мелодични мелодии, особено за Йом Кипур, които звучат като католически църковни химни. Тези мелодии произхождат от испанско-португалската родина.